# پیت پاستویت
پیتر ویلیام "پیت" پاستویت OBE (انگلیسی: Peter William "Pete" Postlethwaite; ۷ فوریهٔ ۱۹۴۶ – ۲ ژانویهٔ ۲۰۱۱) یک هنرپیشه برجسته تئاتر و سینما اهل بریتانیا بود. وی بین سال‌های ۱۹۷۵ تا ۲۰۱۱ میلادی فعالیت می‌کرد.

## زندگی‌نامه
پیتر ویلیام پاسلتویت در سال ۱۹۴۶ در یک خانواده کاتولیک کارگری در وارینگتون، چشر زاده شد. پدر او شغل‌های متعددی داشت از جمله اینکه سرباز ارتش، پاسبان و ناظم مدرسه بود.
پیت قبل از ورود به دنیای حرفه‌ای تئاتر و سینما، بازیگری را در مدرسه نمایشی اولد ویک بریستول آموخت.
پیت پاسلتویت بازیگری شکسپیرین بود و در چند نمایشنامه شکسپیر از جمله شاه لیر، هاملت، مکبث و تریلوس و کرسیدا بر روی صحنه تئاتر بازی کرد. وی که چهره زمخت و نسبتاً زشتی داشت، قادر بود هر نقشی را که به قیافه اش می‌خورد، بازی کند.
پیت در اوایل دهه هشتاد به گروه تئاتری سلطنتی شکسپیر پیوست و در نمایشنامه‌های ریچارد سوم، مکبث و رؤیای نیمه شب تابستان بازی کرد. وی دو سال قبل، در نقش شاه لیر در تئاتر شهر لیورپول روی صحنه رفت.
پیت هنگام بازی در نمایشنامه کوریولانوس اثر شکسپیر، وقتی که دو دختر تماشاچی شروع به خندیدن کردند، از روی صحنه به میان جمعیت پرید و در مقابل چشمان حیرت‌زده دخترها، بخشی از مونولوگ بلند خود را خطاب به آنها بیان کرد.
او در نمایشنامه تراژی کمدی تریلوس و کرسیدا اثر شکسپیر با دنیل دی لوئیس که نقش اولیس را بازی می‌کرد، آشنا شد. دوستی و همکاری آنها بعدها از تئاتر به سینما کشیده شد و پیت در چند فیلم از جمله در آخرین موهیکان‌ها و به نام پدر، با دی لوئیس همبازی شد.
پیت پاسلتویت با اینکه نسبتاً دیر و در سن سی سالگی وارد سینما شد اما با ایفای نقش‌هایی متفاوت و تأثیرگذار، توانست خود را به عنوان بازیگری توانا و چیره‌دست بشناساند. بازیگری که قدرت ایفای نقش شخصیت‌های گوناگون با ماهیت‌های متضاد از آدم‌های خوب و دوست داشتنی (به نام پدر) گرفته تا آدم‌های خبیث و بدجنس (صداهای دوردست، زندگی‌های بی‌جان) را بازی کند.
نخستین فیلم او در سینما، در واقع نخستین فیلم ریدلی اسکات کارگردان نامدار بریتانیایی بود با نام دوئل کنندگان (بر اساس داستان کوتاه دوئل ساخته جوزف کنراد) که جایزه بهترین فیلم اول را در جشنواره فیلم کن سال ۱۹۷۷، نصیب این کارگردان جوان کرد. اما وی با بازی در فیلم صداهای دوردست، زندگی‌های بی‌جان ساخته ترنس دیویس، به شهرتی نسبی رسید.
استیون اسپیلبرگ که پیت در دو فیلم او یعنی آمیستاد و پارک ژوراسیک (دنیای گمشده) بازی کرده، دربارهٔ او گفته است: «احتمالاً بهترین بازیگر دنیاست.»
پیت هنگام بازی در نمایشنامه کوریولانوس اثر شکسپیر، وقتی که دو دختر تماشاچی شروع به خندیدن کردند، از روی صحنه به میان جمعیت پرید و در مقابل چشمان حیرت‌زده دخترها، بخشی از مونولوگ بلند خود را خطاب به آنها بیان کرد.
اما پیت در واکنش به حرف اسپیلبرگ به شوخی گفت: «من مطمئن ام که جمله اسپیلبرگ دقیقاً این بود: مسئله اینه که پیت فکر می کنه بهترین بازیگر دنیاست.»
پیت با بازی خود، بعد و کیفیتی به نقش می‌داد که کمتر بازیگری قادر به انجام آن بود. بازی او در نقش معدنچی و نوازنده‌ای معترض و عدالت‌خواه در فیلم برسد آف یا ناامیدی ساخته مارک هرمن، یکی از نقش‌های فراموش نشدنی او در سینماست. فیلمی که در انتقاد از نظام سرمایه داری بریتانیا و سیاست ضد کارگری دولت تاچر در سال‌های دهه هشتاد ساخته شد. سیستمی که عامل فروپاشی و نابودی بسیاری از معدن چیان زغال سنگ در بریتانیا (به ویژه منطقه یورکشایر) شد.
پیت که در این فیلم نقش یک معدنچی و در عین حال رهبر ارکستر محلی را به عهده داشت، در آخر فیلم هنگامی که جایزه بهترین گروه موسیقی سازهای برنجی را به دست می‌آورد، از قبول آن امتناع کرد و در انتقاد از وضعیت موجود گفت: «موسیقی و جایزه اهمیتی ندارد بلکه این انسانیت است که اهمیت دارد. حکومت، به نحو سیستماتیکی، کل یک صنعت را نابود کرد. صنعت ما را و نه تنها صنعت ما را نابود کرد بلکه اجتماعات ما، خانه‌های ما و زندگی‌های ما را تباه کرد و همه این کارها را به نام توسعه انجام داد.»
بازی در فیلم مظنونین همیشگی ساخته برایان سینگر، در نقش وکیل مرموزی به نام کوبایاشی، یکی دیگر از موفقیت‌های پیت در عرصه بازیگری در سینما بود.
یکی از مهم‌ترین نقش‌های او در سینما، بازی در فیلم به نام پدر ساخته جیم شرایدان در کنار دنیل دی لوئیس در نقش یک انقلابی جمهوری‌خواه ایرلندی بود که به جرم تروریسم دستگیر شد اما زمانی بی گناهی اش ثابت شد که وی در زندان بریتانیا جان باخته بود. وی برای ایفای این نقش، نامزد دریافت جایزه اسکار بهترین بازیگر نقش مکمل مرد شد. جایزه‌ای که هرگز نصیب او نشد.
بازی در فیلم نطفه ساخته کریستوفر نولان در نقش موریس فیشر سرمایه دار در حال مرگ، از آخرین نقش‌های مهم پیت در سینما بود که علی‌رغم بیماری شدید و ناتوانی جسمی اش ایفا کرد.
هاملت اثر فرانکو زفیرلی، بیگانه ۳، نبرد تایتان‌ها و فیلم تریلر شهر ساخته بن افلک، از جمله دیگر کارهای بازیگری پیت پاسلتویت در سینما به حساب می‌آید.
کشتن بونو به کارگردانی نیک هم، آخرین فیلم پیت در سینما بود که قبل از مرگ بازی کرد
پیت پاسلتویت از هواداران حفظ محیط زیست بود و یک توربین بادی در منزلش نصب کرده بود. وی همچنین برای شرکت در مراسم نخستین شب نمایش فیلم عصر حماقت در سال ۲۰۰۹ در لندن، از منزلش در شروپشایر تا لندن را با دوچرخه طی کرده بود.

## درگذشت
در سن ۶۴ سالگی بر اثر بیماری سرطان در بیمارستان رویال شروزبری شروپشایر درگذشت.

## گزیدهٔ نقش‌آفرینی‌ها
- کشتن یک کشیش (۱۹۸۸)
- هملت (۱۹۹۰)
- آخرین موهیکان (۱۹۹۲)
- سرزمین آب (۱۹۹۲)
- بیگانه ۳ (۱۹۹۲)
- شارپ (۱۹۹۳)
- به نام پدر (۱۹۹۳)
- مظنونین همیشگی (۱۹۹۵)
- جیمز و هلوی غول‌پیکر (۱۹۹۶)
- رومئو + ژولیت (۱۹۹۶)
- وقتی شنبه می‌آید (۱۹۹۶)
- جهان گمشده: پارک ژوراسیک (۱۹۹۷)
- آمیستاد (۱۹۹۷)
- بوسه مار (۱۹۹۷)
- پسر خودسر (۱۹۹۹)
- گناهان (۲۰۰۰)
- ترقی گاوچران (۲۰۰۱)
- در میان غریبه‌ها (۲۰۰۲)
- ایان فلاکس (۲۰۰۵)
- باغبان وفادار (۲۰۰۵)
- آب تیره (۲۰۰۵)
- بستن حلقه (۲۰۰۷)
- سولومون کین (۲۰۰۹)
- برخورد تایتان‌ها (۲۰۱۰)
- شهر (۲۰۱۰)
- تلقین (۲۰۱۰)